# Panemunėlis
Panemunėlis è una città del distretto di Rokiškis della contea di Panevėžys, nel nord-est della Lituania. Secondo un censimento del 2011, la popolazione ammonta a 192 abitanti. Non è molto distante dal confine con la Lettonia.
Si trova nei pressi della ferrovia Radviliškis-Daugavpils, dove si è costituito un nuovo insediamento che deriva da Panemunėlis, Panemunėlio GS. Quest’ultimo si è esteso così tanto da superare l’insediamento iniziale per numero di abitanti, tanto da costituire una seniūnija in cui rientra anche Panemunėlis.

## Storia

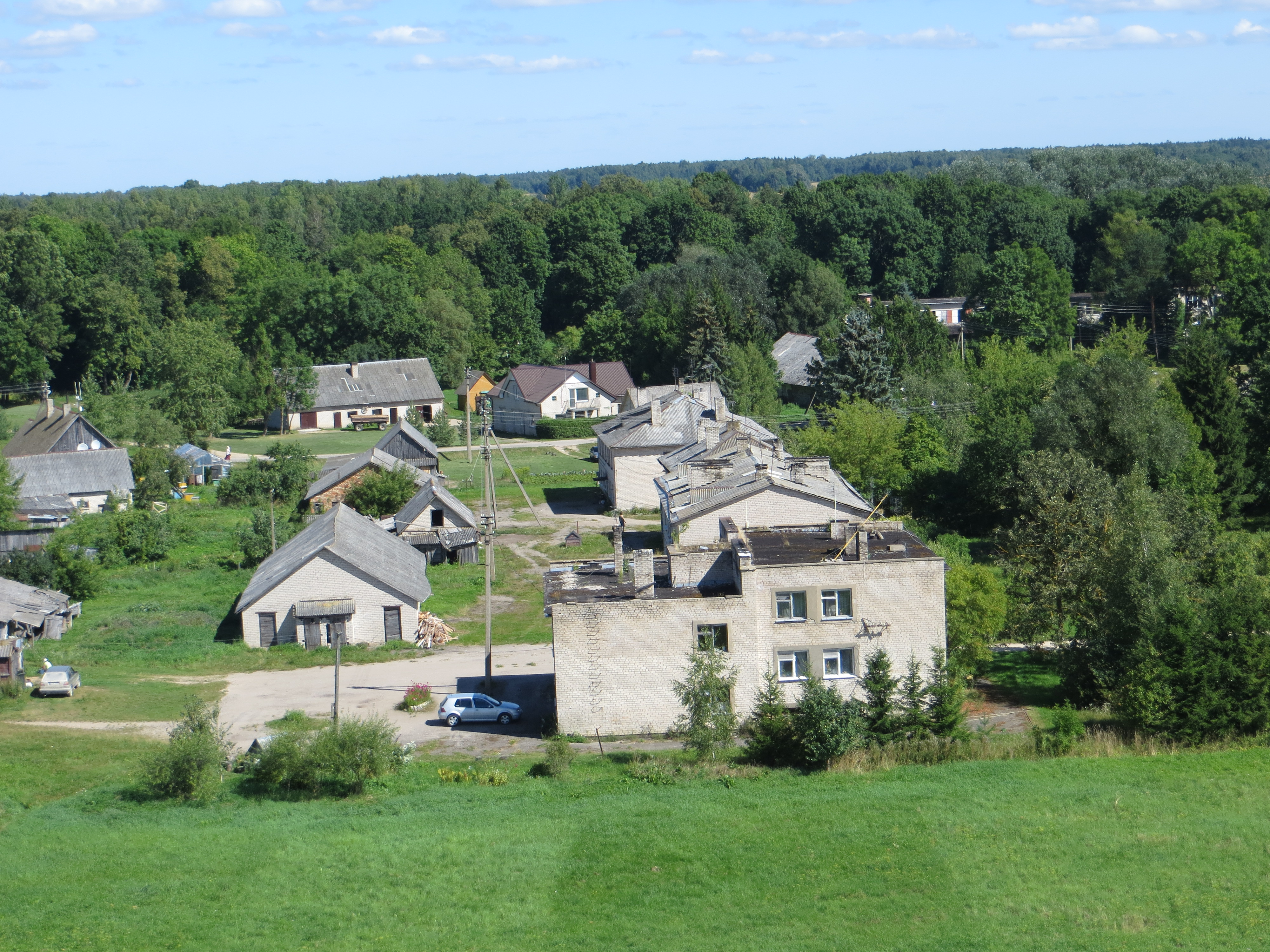
Fattorie collettive in disuso

Panemunėlis è citata per la prima volta nel sedicesimo secolo. Nel 1771 fu costruita la prima chiesa. Alla fine del XIX secolo, fu costruita una ferrovia poco distante dal centro di Panemunėlis e il centro abitato si spostò gradualmente in quella posizione, con conseguente aumento demografico della futura Panemunėlio GS qualche anno dopo. 
Sempre nello stesso periodo, era in vigore il bando della stampa lituana e fu costituita una società segreta educativa segreta detta “Žvaigždė”, stella.
Negli anni della RSS Lituana, furono costituite diverse fattorie collettive.
L’insediamento ha dato i natali all’attivista politico Antanas Bimba (1894–1982).